# Josep Maria Subirachs
Josep Maria Subirachs i Sitjar (Barcellona, 11 marzo 1927 – Barcellona, 7 aprile 2014) è stato uno scultore, pittore, scenografo, incisore e critico d'arte spagnolo, considerato uno degli scultori contemporanei più prestigiosi del XX secolo.
Ricevette numerosi riconoscimenti e partecipò a diverse mostre collettive e in musei e gallerie pubbliche e private. Subirachs praticò principalmente la pratica scultorea, ma si dedicò anche alla pittura, al disegno e all'incisione, realizzando anche diverse scenografie per rappresentazioni teatrali.

## Biografia
Josep Maria Subirachs nasce nel quartiere di Poblenou a Barcellona da Josep Subirachs Casanovas e Josepa Sitjar Ferrer. Di famiglia umile, il padre lavorava come operaio in una fabbrica di tintura, e il piccolo Subirachs non aveva risorse necessari per dedicarsi all'architettura, la sua più grande vocazione sin da giovane. Incoraggiato dal padre ad ampliare la sua vena artistica, all'età di 14 anni lavorò come apprendista in un laboratorio artistico, dove entrò in contatto con i processi artigianali. Eseguì successivamente varie opere come apprendista decoratore, ritoccatore e artista pubblicitario. Tra il 1942 e il 1947 fu allievo dello scultore Enric Monjo, iniziando a frequentare lezioni serali di disegno presso la Escuela de la Lonja.
Nel 1948 realizzò la sua prima mostra individuale tenutasi alla Casa del Libro di Barcellona, presentando diverse sculture e disegni. Espose anche negli anni seguenti in altre mostre fino al 1957. Nel 1951 ottenne una borsa di studio dal Cercle Maillol dell'istituto francese di Barcellona per studiare a Parigi, dove entrò in contatto per la prima volta con l'avanguardia europea, venendo anche influenzato in parte dallo scultore Henry Moore. Per un periodo di due anni visse in Belgio, dove diede inizio alla propria fama internazionale ricevendo numerose commissioni dal collezionista Rémy Vanhoidsenhoven.
Nel 1956 iniziò la sua collaborazione con l'agenzia pubblicitaria Zen e nel 1961 iniziò a insegnare alla scuola Elisava di Barcellona. Impegnato anche politicamente, nel 1966 realizzò la medaglia commemorativa dell'Unione Democratica degli Studenti dell'Università di Barcellona.
Nel 1980 venne eletto accademico della facoltà di scultura della Real Academia Catalana de Bellas Artes de San Jorge. Considerato da quel momento il più importante artista catalano vivente del XX secolo secondo un sondaggio condotto nel 1997 dal quotidiano La Vanguardia, ricevette numerosi riconoscimenti, tra cui la Medalla de Oro al mérito en las Bellas Artes conferita dal Ministero dell'educazione e della cultura e la Creu de Sant Jordi da parte della Generalitat de Catalunya.
Nel 2001 firmò un accordo con il Banco Mare Nostrum per istituire un museo dedicato al suo lavoro di scultore per il quale donò 137 opere rappresentative della sua carriera artistica. Anche se nel 2011 la fondazione ha dichiarato di non poter far fronte ai costi di tali investimenti a causa della crisi economica che colpì il paese già nel 2008, un gruppo di ragazzi prese in mano l'iniziativa e affittò un locale di 300 m² a Poblenou. Il museo, denominato Espai Subirachs, aprì per la prima volta al pubblico il 27 maggio 2017.
Affetto dal morbo di Parkinson, che gli impedì di continuare a lavorare, morì il 7 aprile 2014 all'età di 87 anni.

## Vita privata
Era sposato dal 1955 con Cecília Burgaya Ibáñez, dalla quale ebbe tre figli: Roger (1956-2017), di mestiere fumettista, Judit (1959) e Daniel (1965).

## Galleria d'immagini

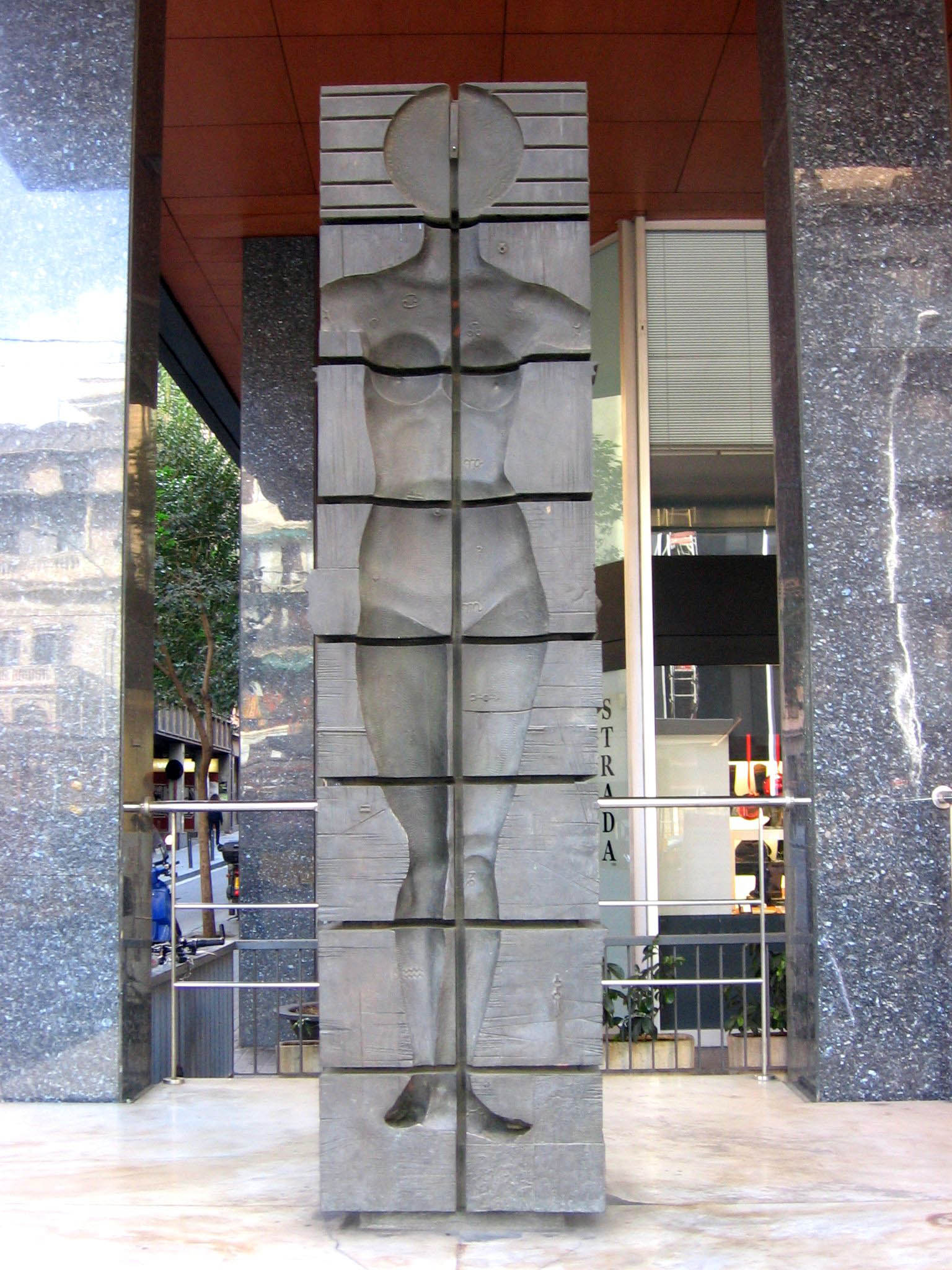
Medida del espacio-tempio (1967), Edificio Mercuri, Barcellona.
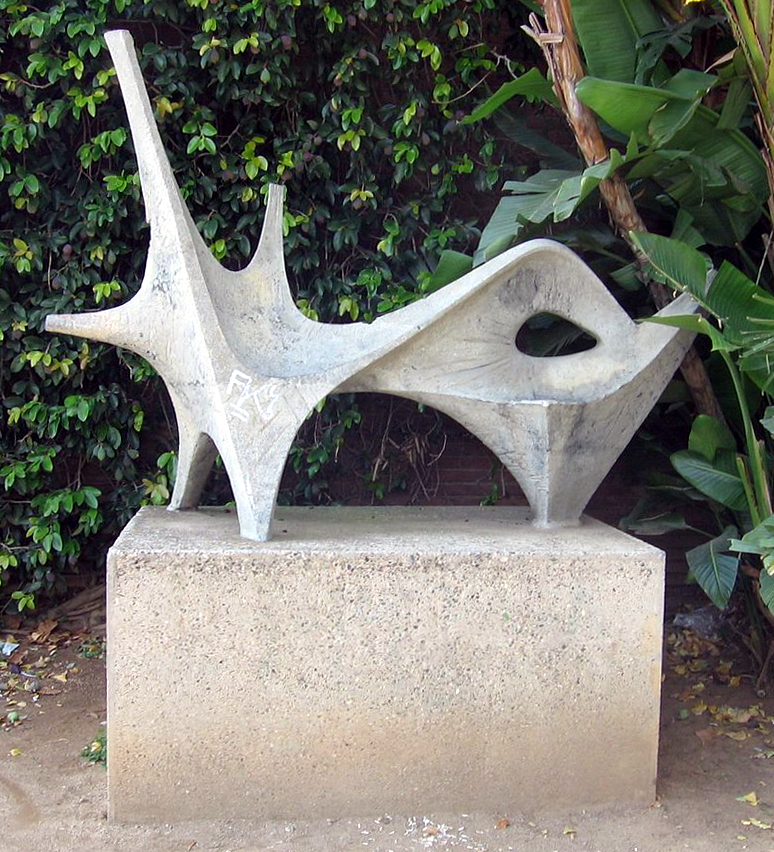
Forma 212 (1957).
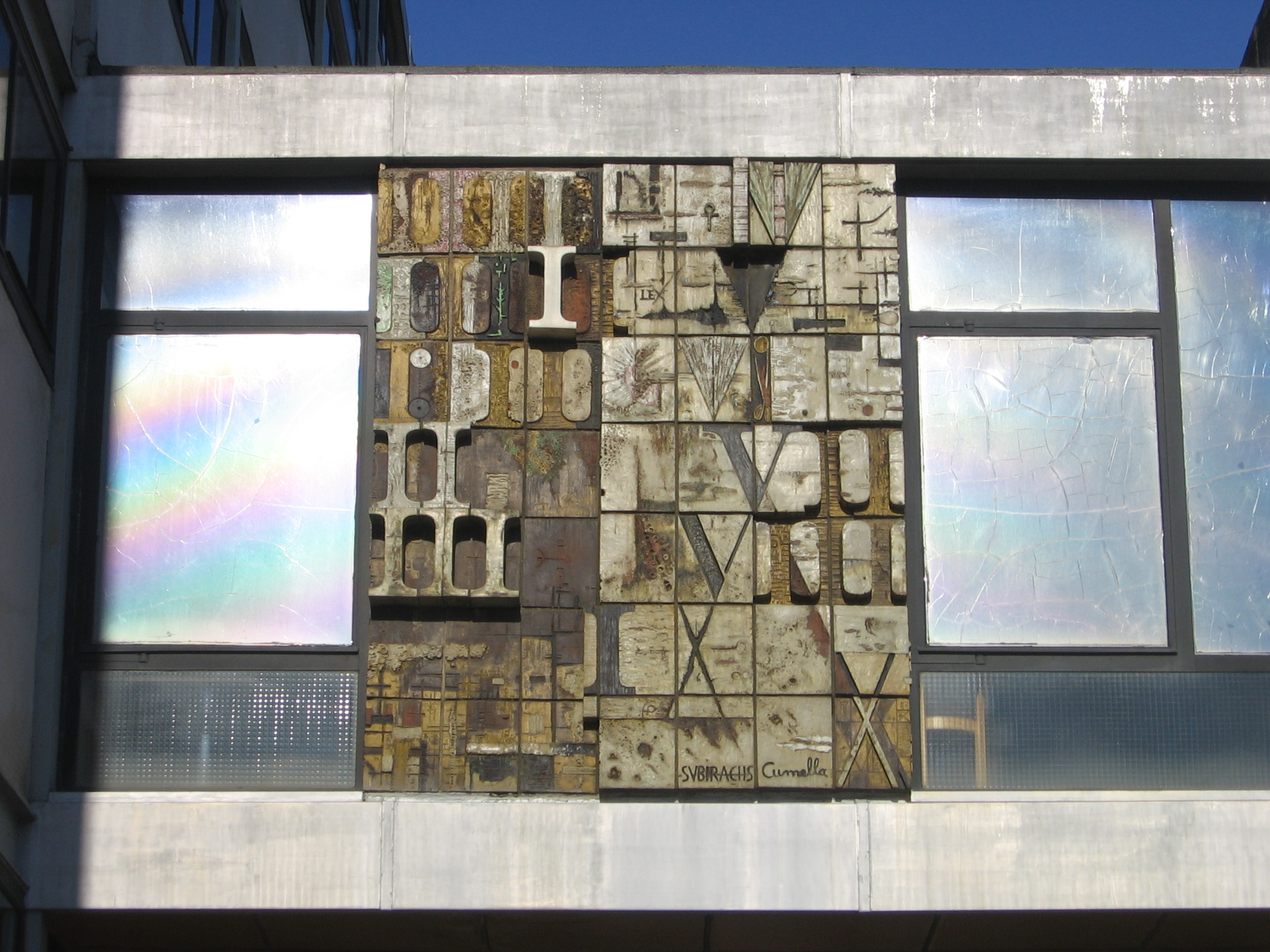
Las Tablas de la Ley (1959)
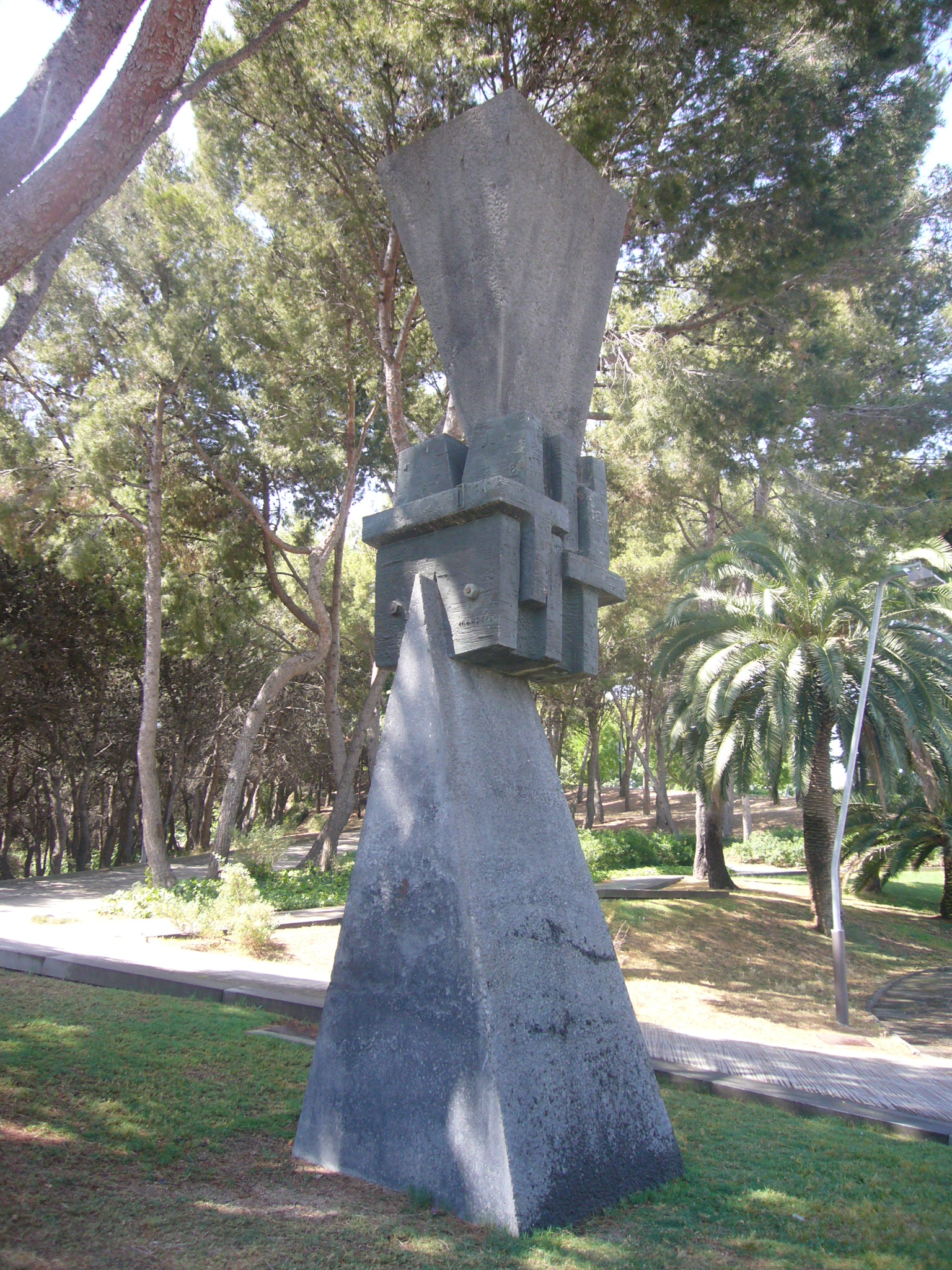
Homenage a Barcelona (1968)
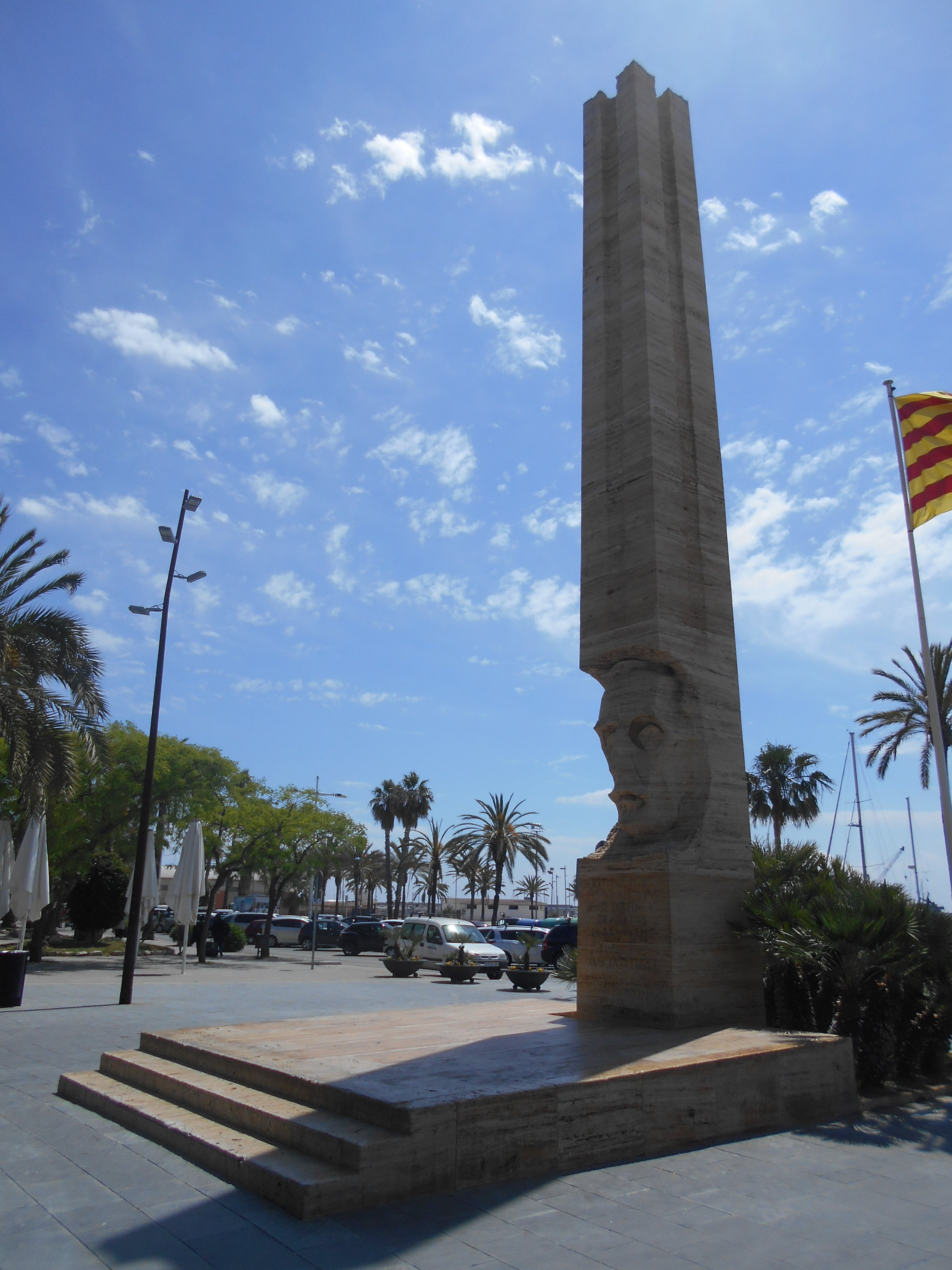
Monumento a Macià (1983), Vilanova i la Geltrú
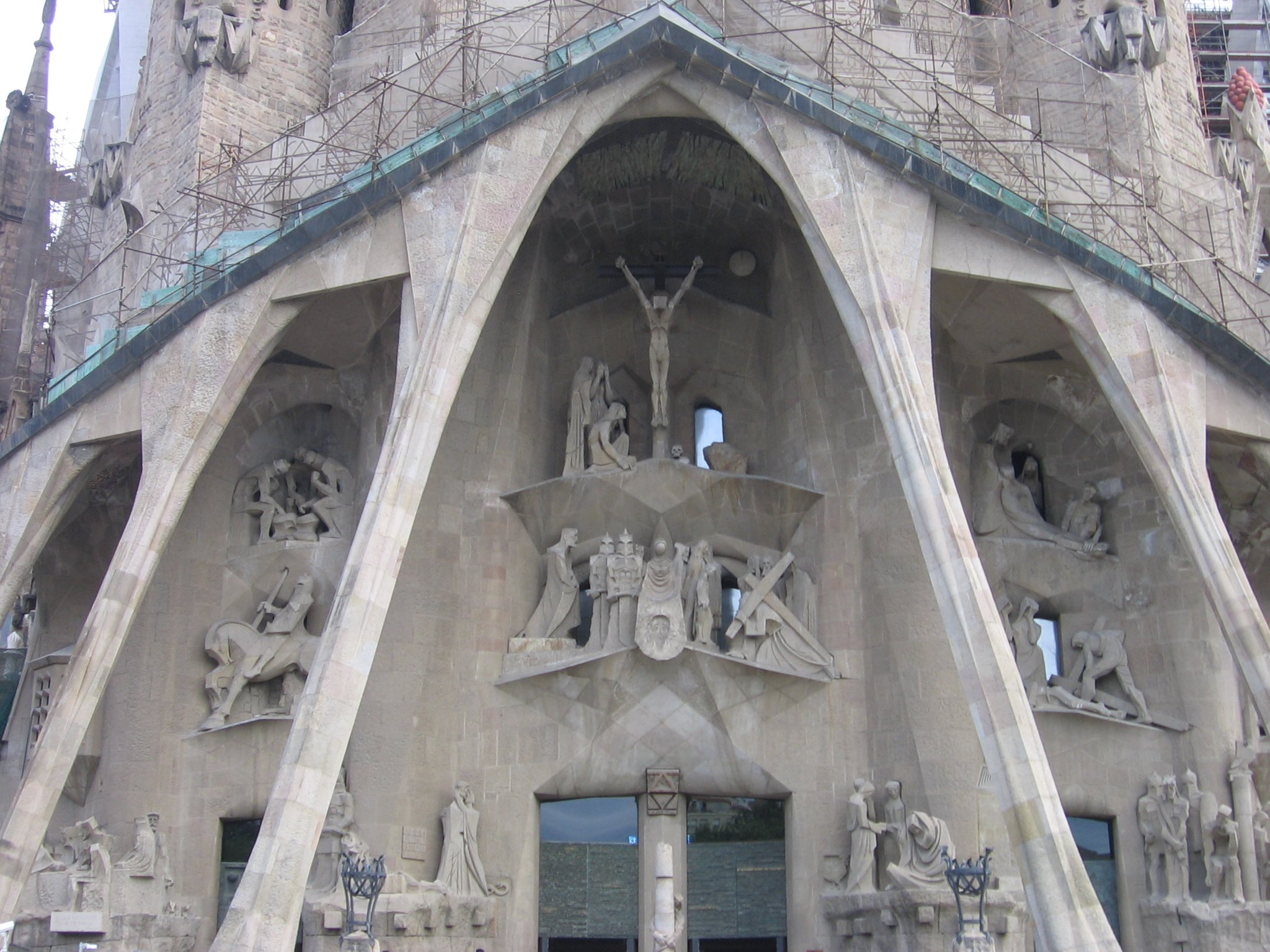
Facciata della passione, Sagrada Família, Barcellona
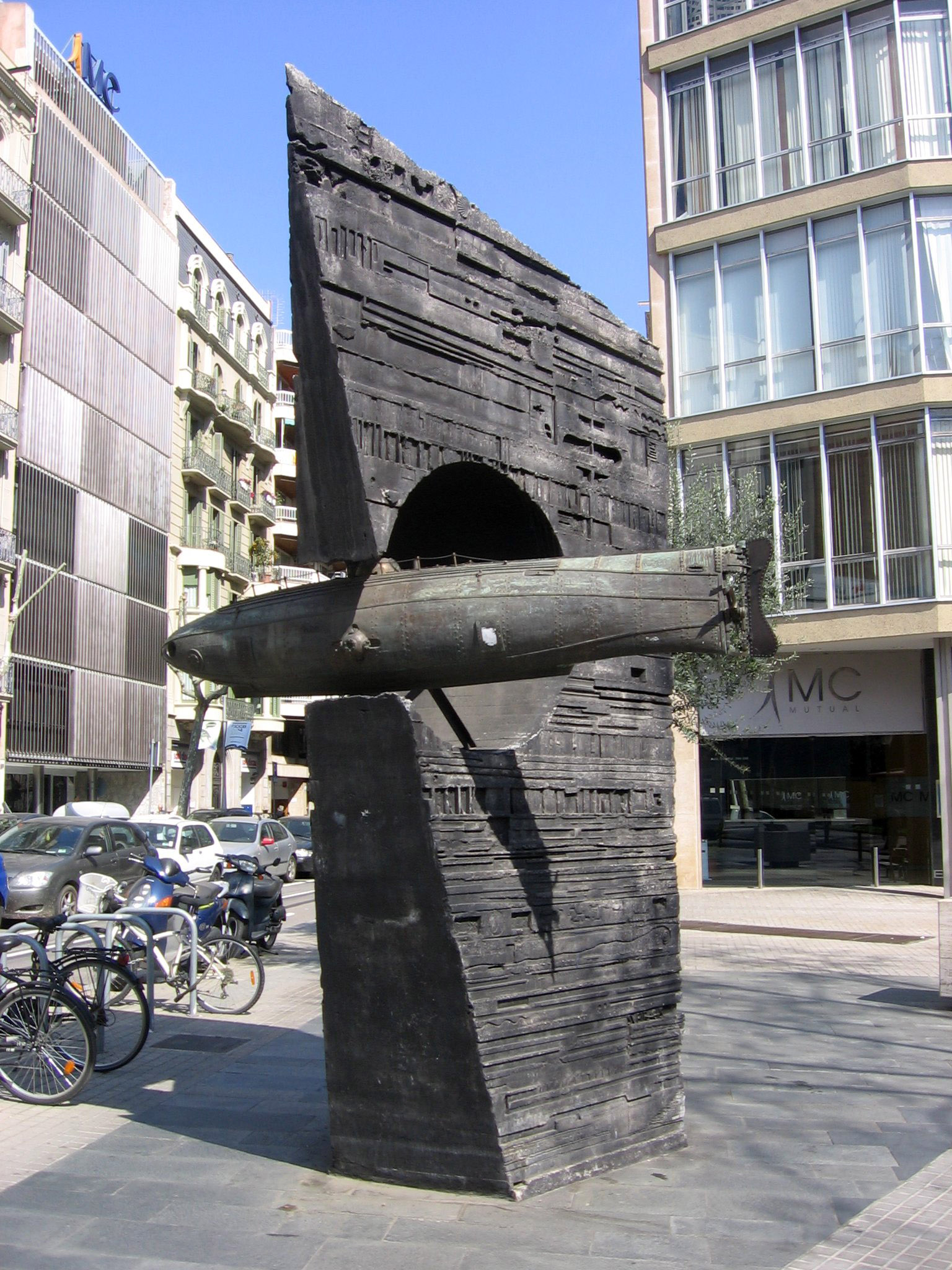
Monumento a Narcís Monturiol (1963)
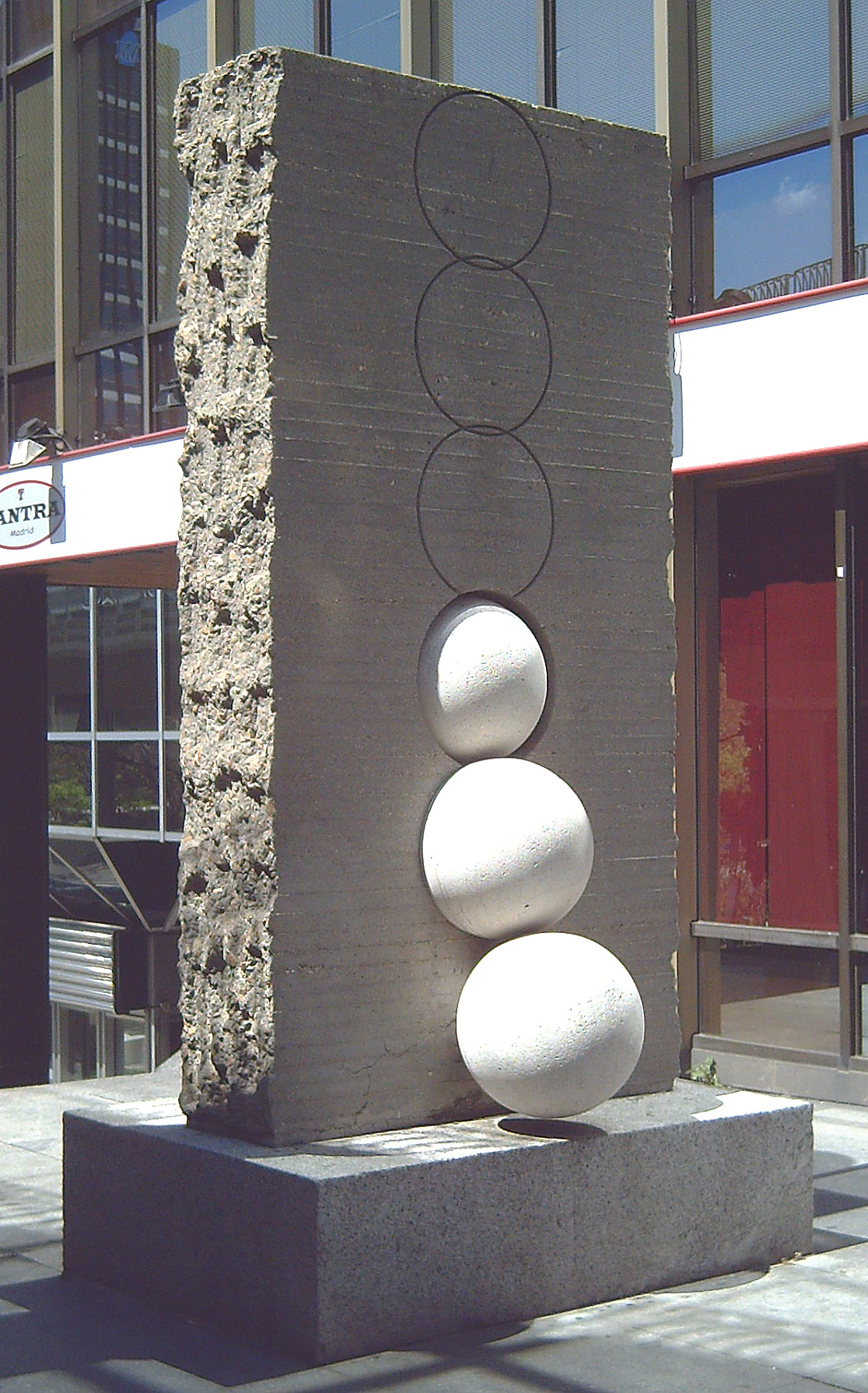
Al otro lado del muro, Museo de Escultura al Aire Libre, Madrid